# Serge Cohen
Serge Moreno Cohen, né le 9 septembre 1951 à Portes-lès-Valence, est un photographe français.

## Biographie
À l'exception d'une période de six mois pendant lesquels il est l'assistant de Daniel Frasnay à Paris, Serge Cohen a trouvé en autodidacte sa voie de photographe.
Après avoir exercé divers métiers et réalisé quelques commandes pour les pages culturelles du Frankfurter Allgemeine Zeitung (FAZ) sous la direction artistique de Willy Fleckhaus, il publie en 1982 son premier reportage dans la F.A.Z. dont il devient membre de la rédaction.
Serge Cohen s'illustre dans la photographie d'architecture, de paysages et de reportages, mais ce sont surtout ses portraits mis en scène qui l'ont rendu célèbre.
À partir de 2002, il est représenté par les agences « Cosmos » à Paris, « Focus » à Hambourg et « Grazia Neri  » à Milan. Il se spécialise entre autres dans les portraits d'acteurs de théâtre parmi lesquels, Gérard Depardieu, Laurent Terzieff, Georges Wilson, Jean Marais, Jean Lefebvre, Michel Galabru…

## Contributions rédactionnelles
Il travaille pour les quotidiens Le Monde, Libération, la Frankfurter Allgemeine Zeitung, Die Welt et la Süddeutsche Zeitung, pour les hebdomadaires L'Express, Le Point, Paris-Match, Gala, VSD, Point de vue, La Vie, Télérama, Le Monde 2, Le Figaro Magazine, Le Nouvel Observateur, Stern, Der Spiegel, Ola, Fortune et Time Magazine ainsi que pour les mensuels Capital, Management, Notre temps, Zoom, Le Magazine littéraire, Lire, Géo (France et Allemagne), Jazz Magazine, Playboy (Japon) et Life.

## Publications
- (de) Le Moment de la vérité [« Im Augenblick die Wahrheit »], Éditions Keyser, 1988
- (en) A Day in the Life of America, Éditions Collins, 1986Collectif

## Expositions
- Rencontres Internationales Photographiques d´Arles, Musée Reatu : « L'art de vivre les hommes » du 4 juillet au 30 septembre 1987
- Cosmosgalerie, Paris 75007, « What do you want from me? » du 19 mars au 26 avril 2008

## Sources
- Ute Pröllochs, La Photographie du XXe siècle, Éditions Taschen, 1996, p. 118
- Site officiel